# Царево (община)
Царево (болг. Община Царево) — община у Болгарії. Входить до складу Бургаської області. Населення становить 9 291 особа (станом на 1 лютого 2011 р.). Адміністративний центр громади — однойменне місто.
| Назва     | Станом на 2011 р. | Площакм2 | Колишня назва    | Назва      | Станом на 2011 р. | Площакм2 | Колишня назва                    |
| --------- | ----------------- | -------- | ---------------- | ---------- | ----------------- | -------- | -------------------------------- |
| Ахтопол   | 1288              | 28,704   |                  | Кости      | 249               | 76,639   |                                  |
| Бродилово | 264               | 70,189   |                  | Лозенець   | 560               | 12,942   | Ємбелець                         |
| Билгари   | 68                | 44,403   | Вулгари          | Резово     | 46                | 48,064   | Єни Кьой, Рязово                 |
| Варвара   | 260               | 18,272   |                  | Синеморець | 342               | 27,808   | Каланджа, Дебелково, Синьоморець |
| Велика    | 72                | 26,223   | Потурнак         | Фазаново   | 33                | 39,116   | Урузово, Стамболийський          |
| Ізгрев    | 24                | 36,070   | Лисово           | Царево     | 6071              | 35,179   | Василико, Мічурин                |
| Кондолово | 14                | 49,793   | Мирхово, Мирзево | Разом      | 9291              | 513,402  |                                  |